# Танго, Эджисто
Эджисто Танго (итал. Egisto Tango; 13 ноября 1873, Рим — 5 октября 1951, Копенгаген) — итальянский дирижёр.

## Биография
Сын профессора архитектуры Неаполитанского университета. Окончил Неаполитанскую консерваторию, где его соучениками были Умберто Джордано и Франческо Чилеа. В 20-летнем возрасте был принят дирижёром в венецианский оперный театр Лидо, с 1895 г. работал в миланском театре Ла Скала, где сблизился с Пьетро Масканьи. По протекции Масканьи в 1897 г. совершил трёхмесячное турне по Соединённым Штатам Америки с оперой Джордано «Андре Шенье». В 1903—1908 гг. работал в Берлине, в том числе в Комической опере (где, в частности, дирижировал первым в Германии исполнением «Долины» Эжена д’Альбера), в 1909—1910 гг. в нью-йоркской Метрополитен Опера, в 1911—1912 гг. во флорентийском «Ла Фениче».
В 1913—1919 гг. в карьере Танго наступил будапештский период: он работал в Будапештской опере, где, в частности, осуществил мировые премьеры опер Белы Бартока «Деревянный принц» (12 мая 1917) и «Замок герцога Синяя Борода» (24 мая 1918) — о работе дирижёра композитор отзывался с большим энтузиазмом. Затем Танго работал в Венской народной опере и в Германии. В 1927 г. он впервые появился в Копенгагене как приглашённый дирижёр, а в 1930—1946 гг. вместе с Йоханом Хюэ-Кнудсеном руководил Копенгагенской оперой и Королевской капеллой.
Портрет Танго написал художник Эден Марффи.